# José Triana
José Triana (Hatuey, Camagüey; 4 de enero de 1931-París, 4 de marzo de 2018) fue un poeta y dramaturgo cubano.

## Biografía
Nació en una familia modesta de origen obrero. Graduado de Bachiller en Letras en el Instituto de Manzanillo (Oriente), tras matricularse en Filosofía y Letras en la Universidad de Oriente en 1952, partió a España, donde ingresó en la Universidad de Madrid en 1955, pero no concluyó sus estudios. 
En España fue actor con el Grupo Dido (1956-1957) y ayudante de escena del Teatro Ensayo (1958). Viajó por Francia, Bélgica, Italia e Inglaterra. 
De nuevo en Cuba, fue empleado de la Compañía de Teléfonos, donde había trabajado antes de ir a España. Después fue actor y asesor de teatro en la Sala Prometeo y asesor literario del Consejo Nacional de Cultura, de la Editora Nacional de Cuba y del Instituto Cubano del Libro. Colaboró en Ciclón, Lunes de Revolución, Revolución, Casa de las Américas, Unión, La Gaceta de Cuba y en las publicaciones parisienses Les Lettres Nouvelles y Cahiers Renaud Barrault. Asistió al Primer Congreso Nacional de Escritores y Artistas de Cuba (La Habana, 1961). 
Estrenó en 1961 una adaptación de Edipo rey, de Sófocles, y en 1964 una versión libre de La tía de Carlos, de Brandom Thomas. Publicadó las compilaciones Teatro español actual y La generación del 98: Unamuno, Valle-Inclán, Baroja, Machado, Azorín. En colaboración con Chantal Dumaine, su esposa, tradujo Los biombos, de Jean Genet. Ha sido traducido al inglés, francés, italiano, portugués, alemán, húngaro, polaco, sueco, finés, danés, neerlandés, noruego, hebreo y catalán.
Su poesía y su teatro completo fueron publicados en 2011 y 2012 en ediciones revisadas por el propio autor por la editorial Aduana Vieja.
Triana, que había cumplido 87 años, venía sufriendo de varias complicaciones de salud por lo que debió ser trasladado al centro médico Jeanne Garnier, donde murió el domingo 4 de marzo de 2018.

## Premios, reconocimientos y distinciones
- Premio de teatro Casa de las Américas (1965)
- Premio el Gallo de La Habana (1966)
- Otros premios en Colombia, Argentina y México por su obra "La noche de los asesinos".